# Национална академија наука Азербејџана
Национална академија наука Азербејџана (азер. Azərbaycan Milli Elmlər Akademiyası, AMEA) је највиша научна установа у Азербејџану. Основан је 23. јануара 1945. године и налази се у главном граду Бакуу. Председник академије је Рамиз Мехдијев.
У саставу академије је „Републички центар за сеизмолошка истраживања".
Академија је заснована на Азербејџанском друштву за научна истраживања и студије, које је у почетку било повезано са Државним универзитетом Бакуа, а касније са Академијом наука СССР-а.
Председничким декретом од 15. маја 2001. Азербејџанска академија наука је добила статус „Националне академије наука“. Указом од 4. јануара 2003. године добио је статус главног државног органа задуженог за научну и научно-техничку политику Азербејџана.